# Cantone di Vescovato
Il Cantone di Vescovato era una divisione amministrativa dell'Arrondissement di Corte.
Ha fatto parte dell'Arrondissement di Bastia fino al 1º gennaio 2010 quando è passato all'Arrondissement di Corte, insieme ad altri tre cantoni.
A seguito della riforma approvata con decreto del 26 febbraio 2014, che ha avuto attuazione dopo le elezioni dipartimentali del 2015, è stato soppresso.
I 7 comuni facenti parte prima della riforma del 2014 erano:
- Castellare di Casinca
- Loreto di Casinca
- Penta di Casinca
- Porri
- Sorbo-Ocagnano
- Venzolasca
- Vescovato